# Paoletta
Paoletta, pseudonimo di Paola Pelagalli (Capua, 5 ottobre 1969), è una disc jockey e conduttrice radiofonica italiana.

## Biografia
Esordisce nell'emittente napoletana Radio Marte dopo aver frequentato brevemente l'Università degli Studi di Napoli "L'Orientale". Successivamente arriva a Radio Deejay dove fu scoperta da Jovanotti, il quale ascoltò una cassetta da lei inviata e subito convinse Claudio Cecchetto a ingaggiarla. Tra le trasmissioni che ha condotto con maggior successo ci sono: Gran sera Deejay, trasmissione serale al fianco di Manuela Doriani, e Lunediretta in collaborazione con Marco Santin della Gialappa's Band.
Negli anni duemila ha condotto anche il pomeridiano quotidiano Sala Jockey, l'estivo Spiagge e, per tre anni, la trasmissione radiofonica La Bomba sempre su Radio Deejay con Luciana Littizzetto.
Dal 7 giugno 2005 al 9 settembre 2007 lavora per R101 conducendo: Tempo utile e L'utilitaria.
Poi passa su RTL 102.5 dove conduce vari programmi: Nessun Dorma, Miseria e nobiltà con il Conte Galè, al mattutino La famiglia con Jennifer Pressman, Silvia Annicchiarico e Angelo Di Benedetto, sino al serale Il Ficcanaso condotto con Carletto nell'estate del 2010 da Mondello. Finisce la sua collaborazione con RTL 102.5 il 22 agosto 2010.
Esordisce il 1º ottobre 2010 su Radio Italia nella fascia oraria di mezzogiorno con Francesco Cataldo e dall'anno seguente conduce lo spazio in onda tra le nove e mezzogiorno insieme a Patrick Facciolo per poi nel 2019 restare sola alla guida della stessa fascia oraria.